# Teratak Buluh
Teratak Buluh is een bestuurslaag in het regentschap Kampar van de provincie Riau, Indonesië. Teratak Buluh telt 4205 inwoners (volkstelling 2010).